# Alimodian
Alimodian es un municipio filipino de tercera clase, perteneciente a la provincia de Iloílo, en las Bisayas Occidentales.

## Historia
El pueblo se fundó en 1784. Hacia mediados del siglo XIX, el lugar tenía contabilizada una población de 9610 habitantes, repartidos en alrededor de 1602 casas. Aparece descrito en el primer volumen del Diccionario geográfico, estadístico, histórico de las Islas Filipinas (1850) de Manuel Buzeta Núñez y Felipe Bravo con las siguientes palabras:

ALIMODIAN: pueblo con cura y gobernadorcillo, en la isla de Panay, provincia de Iloilo, dióc. de Cebú: se halla sit. en terreno algo quebrado y desigual, á la falda de unos encrespados montes, y á la marg. del rio de Aganan: disfruta de buena ventilacion, y clima templado y saludable; no padeciéndose por lo comun otras enfermedades que las regionales propias de la estacion. Fué fundado en 1784 y en el dia tiene como unas 1,602 casas, en general de sencilla construccion, estendiéndose una gran parte de este caserío sobre las hermosas calzadas que conducen á los pueblos colindantes; hay casa parroquial y la llamada tribunal de muy buena fábrica, cárcel, y escuela de primeras letras dotada de los fondos de comunidad, á la cual concurren muchos alumnos de ambos sexos; é igl. parr. de buena arquitectura y gusto, bajo la advocacion de Santo Tomás de Villanueva, servida por un cura regular. Contiguo á la igl. se halla el cementerio, capaz y bien ventilado; y no lejos de la pobl. se encuentra un manantial de agua termal, al cual se atribuyen propiedades medicinales por haber esperimentado buenos efectos ciertos enfermos que se han bañado en ella. Confina el term. por N. con Maasin (que se halla á 1 leg.), por N. O. con Cabatuan (á 2); por O. con Camando (á igual distancia del último con corta diferencia). El terreno aunque en su mayor parte es montuoso, no obstante tiene tambien una parte llana muy feraz por hallarse fertilizada con las aguas del rio arriba espresado. Las prod. principales son: el arroz, maiz, caña dulce, café, pimienta, cacao de escelente calidad, y en bastante cantidad, legumbres y frutas, con especialidad la manga, de la que se abastece una buena parte de la prov. ind.: la especial ocupacion de los naturales es la agricultura, que constituye la principal riqueza de la pobl.; además se dedican al beneficio de sus productos, y á la elaboracion de tejidos de todas clases en lo cual se ocupan las mugeres: el com. se reduce á la esportacion de los artículos agrícolas é industriales despues de cubierto el consumo de sus hab. pobl. 9,610 alm., 1,867 trib. que ascienden á 18,670 rs. plata, equivalentes á 46,675 rs vn.
(Buzeta y Bravo, 1850, pp. 287-288)

En 2020, tenía censados 39 722 habitantes.